# Кардо Торђа
Кардо Торђа (фр. Cardo-Torgia) је насељено место у Француској у региону Корзика, у департману Јужна Корзика.
По подацима из 2011. године у општини је живело 35 становника, а густина насељености је износила 9,02 становника/km².

## Демографија
| 1962. | 1968. | 1975. | 1982. | 1990. | 2011. |
| ----- | ----- | ----- | ----- | ----- | ----- |
| 63    | 67    | 51    | 23    | 29    | 35    |